# Чудинки
Чудинки — упразднённая деревня, располагавшаяся на территории Богородского городского округа Московской области России. В настоящее время входит в состав города Старая Купавна.

## География
Находилась на северо-востоке области, в зоне хвойно-широколиственных лесов, в северной части Старой Купавны, при автодороге М7, на расстоянии примерно 14 километров (по прямой) к западо-юго-западу от города Ногинска, административного центра округа.

### Климат
Климат характеризуется как умеренно континентальный, с умеренно холодной зимой и тёплым летом. Среднегодовая температура воздуха — +5,7 °C. Средняя температура воздуха самого холодного месяца (января) — −7,3 °C (абсолютный минимум — −45 °C), средняя температура самого тёплого (июля) — +20,1 °С (абсолютный максимум — +38,5 °C). Годовое количество атмосферных осадков — 560 мм, из которых около 70 % выпадает в период с апреля по октябрь.

## История
В «Списке населенных мест Московской губернии по сведениям 1859 года» населённый пункт упомянут как владельческая мыза Чудинское (Чудинки) Богородского уезда, расположенная при реке Чудинке, в 23 верстах от уездного города. Имелись один двор и фабрика.
По состоянию на 1913 год, мещанская слобода «Чудинки» входила в состав Шаловской волости Богородского уезда.
По данным 1926 года в деревне насчитывалось 26 хозяйств (в том числе 20 крестьянских) и проживало 124 человека (64 мужчины и 60 женщин). Входила в состав Михневского сельсовета Васильевской волости Богородского уезда.